# Михаил (Добров)
Епископ Михаил (в миру Матвей Иванович Добров; 5 ноября 1795, Москва — 19 (31) мая 1858) — епископ Русской православной церкви, епископ Оренбургский и Уфимский.

## Биография
Родился 5 ноября 1795 года в Москве в семье причётника.
Обучался в Московской Славяно-греко-латинской академии и в 1814 году поступил в преобразованную Московскую духовную академию.
Был мастером церковного звона (когда обучался в школе в Москве).
27 августа 1818 года окончил курс духовной академии со степенью магистра и определён бакалавром той же академии.
20 октября 1818 года пострижен в монашество и 25 декабря того же года рукоположён во иеродиакона.
1 января 1819 года рукоположён во иеромонаха и 12 сентября того же года назначен инспектором Московской духовной семинарии.
С 13 декабря 1821 года — ректор Смоленской духовной семинарии.
2 февраля 1822 года возведён в сан архимандрита и назначен настоятелем Смоленского Авраамиева училищного монастыря.
С 10 августа 1823 года — ректор Тверской духовной семинарии и настоятель Тверского Успенского Отроча монастыря.
27 сентября 1831 года митрополитом Филаретом (Дроздовым) хиротонисан во епископа Оренбургского и Уфимского.
30 октября 1835 года уволен на покой в Уфимский Успенский монастырь.
Епископ Михаил был монах по убеждению и кроме монастыря и права на богослужение ничего не желал. Отличался благодушием, милосердием и щедростью. Был человеком искренней и глубоко благочестивой настроенности, стремившимся проводить жизнь в уединенных монастырских подвигах и служении одному Богу в чистом сердце. Его необыкновенная сердечность, доверчивость и незлобие делали из него слабого администратора, не умевшего карать. Особенно милосерд был ко вдовам и сиротам. Всякий обращавшийся к нему находил у него привет и ласку.
Во время пребывания на покое стал принимать всех желающих его видеть и начал подвиг старчества.
Страдал водянкою, от которой и скончался 19 мая 1858 года. Погребен в Уфимском Успенском монастыре в церкви святителя Митрофана Воронежского (на паперти). Это место покоя святитель избрал ещё при жизни.